# Pedro de Arteaga y Valdés
Pedro de Arteaga (y) Valdés (Palencia, ¿?-Guadix, c. 15 de julio de 1755; fl. 1735-1755) fue un compositor y maestro de capilla español.

## Vida
Existe muy poca información sobre Pedro de Arteaga y Valdés: se desconoce la fecha de nacimiento y su formación musical. Diversos musicólogos lo han dado como originario de Madrid (Martín Moreno, 1985 y Tejerizo Robles, 1989), pero en realidad era originario de Palencia, hecho confirmado en las oposiciones de Jaén de 1711, cuando además era músico en la Catedral de Palencia.
De hecho, las primeras noticias documentales del maestro son de 1711, cuando se presentó a las oposiciones al magisterio de la Catedral de Jaén, que había quedado vacante tras el fallecimiento de Pedro de Soto y Jorquera. Entre el 16 y el 22 de septiembre de 1711, Arteaga realizó las pruebas junto con Fermín de Arizmendi, Gregorio Portero, Juan Manuel García de la Puente, todos seises de la Catedral de Toledo; Fernando de Quesada, maestro de seises de la Catedral de Jaén que había ido a Madrid a estudiar composición; Carlos Barrero, maestro de seises en la Catedral de Guadix; Andrés González Araujo, maestro de capilla de la Colegiata de Osuna; y Mateo Núñez Fernández, maestro de capilla de la Catedral de Baeza. Las pruebas fueron duras y los candidatos tuvieron que realizar una composición en 24 horas en base a algunas obras en latín y romance. Ganó Juan Manuel García de la Puente.
En 1718 Arteaga se presentó a las oposiciones al magisterio de la Catedral de Salamanca, uno de los magisterios más importantes de España, teniendo en cuenta que a menudo se conjugaba con la cátedra de música de la Universidad de Salamanca. Compitió con Alonso Tomé Cobaleda, maestro de Zamora; Francisco Antonio Yanguas, maestro de Santiago; José Cáseda, maestro de Sigüenza; Mateo de Villavieja, maestro de Osma; Fabián Clemente, maestro de Ciudad Rodrigo; Fermín de Arizmendi, maestro de Ávila; Diego de las Muelas, maestro de Astorga; Blas de Cáseda, maestro de Santo Domingo de la Calzada; Simón de Araya, maestro de León; Pedro Rodrigo músico de Madrid; Lorenzo Romero, músico de Madrid; y Bartolomé Remacha, músico de Madrid. El cargo finalmente sería para Antonio de Yanguas.
En 1732 se encontraba con su mujer y sus dos hijas viviendo en Madrid, hecho que posiblemente haya causado la confusión sobre su origen. Tras el fallecimiento del maestro Alonso de Blas Sandoval, el magisterio de la Capilla Real de Granada quedaba vacante. A las oposiciones se presentó, además de Arteaga, Juan Martínez Martí, en ese momento maestro de capilla de la iglesia de Santa Ana de Sevilla. Areteaga ganaría el concurso el 5 de diciembre de 1732 y, a pesar del bajo salario y de que no recibió el nombramiento hasta el 16 de octubre de 1733, se ocupó con entusiasmo de sus obligaciones. La Capilla Real de Granada era de los pocos magisterios en España que no exigían el sacerdocio o por lo menos la soltería de los compositores. Allí se encargaría sobre todo del cuidado de los seises, para los que organizó la antigua casa donde recibían la formación moral y musical, además de hacerles unas ropas parecidas a las de los seises de la Catedral de Granada. El hecho produciría algunos conflictos, ya que las ropas se parecían demasiado y llevaba a confusiones.
Consiguió alguna fama con sus composiciones y el cabildo de la Catedral de Guadix se puso en contacto con él para ofrecerle el magisterio. El cabildo de la Capilla Real de Granada debió ponerle dificultades, ya que les informó que se iría de la capilla aunque no le diesen permiso. Tras realizar las oposiciones, el 21 de julio de 1736 el cabildo accitano aceptaba a Arteaga en el magisterio con dos condiciones: tocar varios instrumentos —sobre todo el órgano, el clave, el violín y el violón— y el cuidados de los seises.
La estancia de Arteaga en Guadix transcurrió sin grandes incidentes, aunque las relaciones con los seises, los músicos y el cabildo llegaron a ser tensas en ocasiones. Ocuparía el cargo hasta su fallecimiento, ocurrido en Guadix hacia 15 de julio de 1755.

## Obra
Se conservan villancicos y letrillas navideñas en la Capilla Real de Granada. En la Catedral de Granada se conserva Taedet animan aur meam (1736) para coro, violines y acompañamiento.